# Erlach (Velden)
Erlach ist ein Gemeindeteil des Marktes Velden im niederbayerischen Landkreis Landshut.

## Lage
Der Weiler Erlach liegt in der Gemarkung Babing 2,6 Kilometer südlich des Marktplatzes von Velden oberhalb des Spindlbachs. Er gehörte seit dem bayerischen Gemeindeedikt von 1818 zur Gemeinde Babing, bis diese am 1. Mai 1978 nach Velden eingemeindet wurde.

## FilialkircheSt. Leonhard
Die katholische Filialkirche St. Leonhard (Haus Nr. 37 1/3) ist eine spätgotische Wandpfeilerkirche aus der zweiten Hälfte des 15. Jahrhunderts. Sie ist durch einen umlaufenden profilierten Sockel und Dreieckstreben am Chor sowie Dachfries gegliedert und wird nordseitig am Langhaus von einem sechsgeschossigen Turm mit Spitzhelm von 1872 überragt. Sie steht mit ihrer Ausstattung unter Denkmalschutz und ist in die Liste der Baudenkmäler in Velden (Vils) eingetragen.

## Bevölkerungsentwicklung
Um 1871 gab es in Erlach 15 Einwohner. Bis in die Nachkriegszeit des Zweiten Weltkriegs stieg die Bevölkerungszahl vorübergehend linear auf bis zu 28 Einwohner an. Im Mai 1987 lebten dort 14 Einwohner in vier Wohngebäuden.
| Jahr      | 1871 | 1925 | 1950 | 1970 | 1987 |
| Einwohner | 7    | 8    | 10   | 8    | 14   |